# Nizam-ul-Mulk, Asaf Jah I
Mir Qamar-ud-din Khan Siddiqi Bayafandi (20/08/1671 - 01/06/1748) còn được gọi là Chin Qilich Kamaruddin Khan, Nizam-ul-Mulk, Asaf Jah và Nizam I, là Nizam đầu tiên của Hyderabad. Ông vốn là một vị tướng có xuất thân quý tộc dưới trướng của Hoàng đế Mogul Aurangzeb (1677–1707), vào năm 1707, trong cuộc chiến giành ngai vàng giữa các hoàng tử Mogul, bản thân Asaf Jah đã giữ chính sách trung lập không đứng về phía bất kỳ người con trai nào của Hoàng đế Aurangzeb. Khi Bahadur Shah I giành chiến thắng, Asaf Jah được bổ nhiệm làm thống đốc của các Subah (tỉnh) liên tục luôn chuyển từ tỉnh này qua tỉnh khác cho đến năm 1714 khi Hoàng đế Farrukhsiyar giao cho ông làm Phó vương của Deccan — quản lý 6 thống đốc (Nawab) cấp tỉnh ở miền Nam Ấn Độ (1714–1719) và từ năm 1719 đến năm 1722, ông đã từng bước củng cố quyền lực của mình qua các đời Hoàng đế Mogul khác nhau và giúp họ giải quyết các cuộc xung đột do anh em Sayyid tạo ra sau cái chết của Hoàng đế Aurangzeb. Sau khi loại bỏ anh em Sayyid vào năm 1720 và 1722 với sự hỗ trợ của Hoàng đế Muhammad Shah, ông được bổ nhiệm vào vị trí Đại vizier của Đế quốc Mogul (1722–1724) và do các quan điểm khác biệt với Hoàng đế và các quý tộc triều đình, ông đã từ bỏ tất cả các nhiệm vụ hoàng gia của mình và chuyển đến Deccan,  thành lập ra triều đại Asaf Jahi (1724) mà ông là Nizam I (1724–1748 SCN).

## Tiểu sử
Mir Qamar-ud-din Khan (còn được gọi là Nizam) là con trai của Ghazi ud-Din Khan Feroze Jung I và Wazir un-nissa (Safia Khanum) - kết hôn vào năm 1670. Mẹ của Nizam là con gái của Sadullah Khan Đại tể tướng (1645-1656) của Hoàng đế Mogul Shah Jahan, trong thời gian hoàn thành Taj Mahal. Mặc dù thông qua cha mình, ông là hậu duệ của Abu Bakr, vị caliph đầu tiên của Hồi giáo, tổ tiên của ông có nguồn gốc từ Shihab al-Din 'Umar al-Suhrawardi (1145–1234). Ông cố của ông là Alam Sheikh là một vị thánh Sufi giáo của Bukhara (thuộc Uzbekistan ngày nay), ông được Imam Quli Khan (1611–1642) của Phó vương quốc Bukhara phong là Azam ul Ulama. Ông nội của ông là Kilich Khan đến từ Samarkand thuộc Uzbekistan ngày nay. Năm 1654, Kilich Khan đến Ấn Độ lần đầu tiên khi đang trên đường đến lễ Hajj (hành hương Hồi giáo) dưới thời trị vì của hoàng đế Mogul Shah Jahan. Sau khi hoàn thành cuộc hành hương, ông di cư đến Ấn Độ và gia nhập quân đội của hoàng tử Mogul Aurangzeb ở Deccan vào năm 1657. Khan đã chiến đấu trong trận Samugarh kết thúc với sự thất bại của Dara Shikoh, anh trai của Aurangzeb. Bên cạnh vai trò chỉ huy trong quân đội của Aurangzeb, ông cũng từng là thống đốc của Zafarabad (Bidar ngày nay). Con trai cả của Khan và cha của Nizam-ul-Mulk là Feroze Jung đã di cư đến Ấn Độ vào năm 1669, và được làm việc trong quân đội của Aurangzeb, được phong tướng và sau đó là thống đốc của Gujarat.